# Afrikánština
Afrikánština je západogermánský jazyk, který se používá v Jižní Africe, Namibii a v menší míře v Botswaně, Zambii a Zimbabwe. Vyvinul se z nářečí nizozemštiny, konkrétně z oblasti Holandska. Mluví jím nizozemští osadníci v Jižní Africe, kde se v průběhu 18. století postupně začala rozvíjet jeho zvláštní charakteristika. Jedná se tedy o dceřiný jazyk nizozemštiny.
Ačkoli afrikánština přijímala slova z jiných jazyků, včetně němčiny a kojsanských jazyků, odhaduje se, že 90 až 95 % slovní zásoby afrikánštiny je nizozemského původu. Rozdíly s nizozemštinou proto často spočívají v analytické morfologii a gramatice afrikánštiny a v hláskování, které vyjadřuje výslovnost afrikánštiny spíše než standardní nizozemštinu. Mezi těmito dvěma jazyky existuje velká míra vzájemné srozumitelnosti, zejména v písemné formě.
S přibližně sedmi miliony rodilými mluvčími v Jihoafrické republice (asi 13,5 % populace), je třetím nejrozšířenějším jazykem v zemi. Odhady celkového počtu mluvčích afrikánštiny se pohybují mezi 15 a 23 miliony. Má nejširší geografické a rasové rozložení ze všech 11 úředních jazyků JAR, je široce používána a chápe se jako druhý nebo třetí jazyk. Je to většinový jazyk západní poloviny Jižní Afriky – provincie Severní a Západní Kapsko – a první jazyk 75,8 % barevných Jihoafričanů (4,8 milionu lidí), 60,8 % bílých Jihoafričanů (2,7 milionu); 4,6 % asijských Jihoafričanů (58 000 lidí) a 1,5 % černých Jihoafričanů (600 000 lidí).

## Historie
Afrikánština vznikla z jazyka nizozemských osadníků, kteří přišli do jižní Afriky v 17. století. Dále se už vyvíjela odděleně od nizozemštiny, byla ovlivňována angličtinou, němčinou, francouzštinou, portugalštinou, okolními africkými jazyky (zejména kojsanskými), ale i jazyky přistěhovalců z dalších tehdejších nizozemských kolonií v Indonésii a Malajsii.
Nejstarší známý afrikánský text byl zapsán arabským písmem, protože byl určen malajským muslimským přistěhovalcům v Kapském Městě.
Ve druhé polovině 19. století byl zahájen proces standardizace afrikánštiny jako samostatného spisovného jazyka. Teprve roku 1925 byla však prohlášena druhým úředním jazykem Jihoafrické republiky (vedle angličtiny).

## Rozšíření
|  | 0–20 % 20–40 % 40–60 % | 60–80 % 80–100 % |

Podíl mluvčích afrikánštiny v Jižní Africe (2011)
0–20 %
20–40 %
40–60 %
60–80 %
80–100 %

Afrikánštinou se mluví hlavně v Jižní Africe (17,54 milionů mluvčích, rodilých i pasivních) a Namibii (127 000; stotisícová menšina je důsledkem toho, že země byla ve 20. století jihoafrickým protektorátem), stejně jako v dalších zemích jižní Afriky, včetně Zambie (96 000), Svazijska (17 000) a Botswany (8 000). Afrikánštinu lze také místně nalézt v tradičních přistěhovaleckých zemích: v Austrálii je téměř 44 000 mluvčích, 10 300 v Kanadě, 14 300 v Nizozemsku (rok 2016), 27 400 na Novém Zélandu (rok 2013), 11 200 ve Spojeném království (od roku 2011) a ve Spojených státech s okolo 23 000 mluvčích (rok 2015).
Afrikánština nemá územní nářečí.

## Abeceda a výslovnost
Afrikánština se píše latinkou. Afrikánská abeceda obsahuje písmena v následujícím pořadí:
| velké:      | A | B   | D   | E | Ë | F | G      | H | I | J | K | L | M | N | O | P | Q | R | S | T | U | V | W | X  | Y  |
| malé:       | a | b   | d   | e | ë | f | g      | h | i | j | k | l | m | n | o | p | q | r | s | t | u | v | w | x  | y  |
| výslovnost: | a | b/p | d/t | e | e | f | ch/g/k | h | i | j | k | l | m | n | o | p | k | r | s | t | u | f | v | ks | ej |

Pro srovnání, nizozemská latinka:
| velké:      | A | B | C | D | E | Ë  | F | G  | H | I | J | K | L | M | N | O | P | Q | R | S | T | U | V | W | X | Ĳ  | Y | Z |
| malé:       | a | b | c | d | e | ë  | f | g  | h | i | j | k | l | m | n | o | p | q | r | s | t | u | v | w | x | ĳ  | y | z |
| výslovnost: | a | b | k | d | e | je | f | ch | h | i | j | k | l | m | n | o | p | k | r | s | t | ü | f | v | x | ej | i | z |

(Shrnutí: v afrikánské abecedě chybí C, IJ, Z.)
- Ë má sice stejnou výslovnost jako E, ale v textu se nevyskytuje samostatně. Tento znak totiž slouží jako nehláskotvorný (IE se čte jako Í, ale IË jako IE).
- Afrikánský pravopis je fonetičtější než nizozemský.
- Afrikánština nepotřebuje C. Zjednodušeně lze říci, že místo C se píše K, místo CH pak G.
  - Pro zápis skutečného [g] slouží GH, viz též níže.
- Místo nizozemského Z se píše S. Platí to i pro název Jihoafrické republiky (Jižní Afriky): nizozemsky Zuid-Afrika, afrikánsky Suid-Afrika. A to přesto, že jihoafrická internetová doména vychází z nizozemštiny: .za.
- Místo nizozemského Ĳ se píše Y. Výjimkou je pouze přípona -lĳk, která se přepisuje -lik: waarschĳnlĳk = waarskynlik = pravděpodobně.
- Znělé souhlásky se na konci slova vyslovují nezněle: B = b/p, D = d/t, GH = g/k.
- AAI se čte [aə].
- AA se čte [a] nebo [á].
- AU se čte [œu].
- EEU se čte [iu].
- EE se čte [eə].
- EI a EY se čte [əi].
- EU se čte [øə].
- IEU se čte [iu].
- IE se čte [i] nebo [í].
- IË se čte [ie].
- I se čte [ə].
- OEI se čte [ui].
- OE se čte [u].
- OË se čte [oe].
- OI a OY se čte [oj].
- O i OO se čte [oə].
- UI a UY se čte [œy] ([œü]).
- U i UU se čte [y] (tedy blíže k německému Ü).
- Y se čte [əi].
- Ds se čte [c].
- G se čte CH, ale mezi L a E nebo R a E se čte G.
- SJ se čte Š.
- TJ se čte na začátku slova Č, v příponě -tjie se čte C ([-ci]).
- V se čte F, W se čte V.

Následující tabulka umožňuje srovnat pravopis některých afrikánských slov s jejich nizozemskými protějšky.
| AFRIKÁNSKY  | NIZOZEMSKY     | ČESKY         |
| aksie       | actie          | akce          |
| asseblief   | alsjeblieft    | prosím        |
| eggenoot    | echtgenoot     | manžel        |
| goeienaand  | goedenavond    | dobrý večer   |
| riool       | riool          | kanalizace    |
| lughawe     | luchthaven     | letiště       |
| my          | mĳn            | můj           |
| oop         | open           | otevřený      |
| oormôre     | overmorgen     | pozítří       |
| saam        | samen          | dohromady     |
| skool       | school         | škola         |
| sleg        | slecht         | špatný        |
| vir         | voor           | pro           |
| voël        | vogel          | pták          |
| vry         | vrij           | svobodný      |
| waarskynlik | waarschijnlijk | pravděpodobně |

## Gramatika
Afrikánština je velmi analytická, pravděpodobně nejanalytičtější z indoevropských jazyků. Na rozdíl od většiny z nich se v afrikánštině nemění slovesný tvar v závislosti na osobě podmětu: ek is = jsem, jy is = jsi, hy is = je, ons is = jsme atd. Neexistují ani gramatické pády a podstatná jména nemají rod.
Zvláštním rysem afrikánštiny, který se nevyskytuje v jiných (spisovných) západogermánských jazycích, je dvojitý zápor: Hy kan nie Afrikaans praat nie. = doslova on moci ne afrikánsky mluvit ne. Předpokládá se, že tento rys mohla afrikánština převzít z kojsanských jazyků. Dvojitý zápor se sice objevuje i v některých vlámských nářečích, ale tam jde o konstrukci jiného druhu, takže pravděpodobně nemají společný původ[zdroj?].

## Slovní zásoba
Přestože značná část afrikánské slovní zásoby odráží původ jazyka v nizozemštině 17. století, obsahuje i mnoho výpůjček z indonéských jazyků, malajštiny, kojsanských jazyků, portugalštiny, francouzštiny, angličtiny a jazyka xhosa. Důsledkem je mnoho výrazů odlišných od nizozemštiny; jako ukázka mohou posloužit názvy některých druhů ovoce:
| AFRIKÁNSKY                                      | NIZOZEMSKY  | ČESKY    |
| ----------------------------------------------- | ----------- | -------- |
| lemoen                                          | sinaasappel | pomeranč |
| suurlemoen                                      | citroen     | citrón   |
| piesang                                         | banaan      | banán    |
| (zkomolený «pisang» – malajský výraz pro banán) |             |          |

## Příklady

### Číslovky
| Afrikánsky | Česky |
| een        | jedna |
| twee       | dvě   |
| drie       | tři   |
| vier       | čtyři |
| vyf        | pět   |
| ses        | šest  |
| sewe       | sedm  |
| agt        | osm   |
| nege       | devět |
| tien       | deset |

## Vzorový text
Otčenáš (modlitba Páně):
Ons Vader wat in die hemel is,

Laat u Naam geheilig word;

Laat u kominkryk kom,

Laat u wil ook op die aarde geskied, net soos in die hemel.

Gee ons vandag ons daaglikse brood.

En vergeef ons ons oortredings,

soos ons ook dié vergewe wat teen ons oortree.

En laat ons nie in versoeking kom nie,

maar verlos ons van die bose.

### Všeobecná deklarace lidských práv
| afrikánsky | Alle menslike wesens word vry, met gelyke waardigheid en regte, gebore. Hulle het rede en gewete en behoort in die gees van broederskap teenoor mekaar op te tree.                          |
| nizozemsky | Alle mensen worden vrij en gelijk in waardigheid en rechten geboren. Zij zijn begiftigd met verstand en geweten, en behoren zich jegens elkander in een geest van broederschap te gedragen. |
| německy    | Alle Menschen sind frei und gleich an Würde und Rechten geboren. Sie sind mit Vernunft und Gewissen begabt und sollen einander im Geist der Brüderlichkeit begegnen.                        |
| česky      | Všichni lidé se rodí svobodní a sobě rovní co do důstojnosti a práv. Jsou nadáni rozumem a svědomím a mají spolu jednat v duchu bratrství.                                                  |

## Známá slova
Jméno firmy Reebok pochází z afrikánštiny a znamená antilopa nebo gazela.